# Tom Sawyer kalandjai
| „                                                 | Akadtak, akik azt állították, hogy Tom Sawyer még az Egyesült Államok elnöke lesz – ha ugyan addig fel nem akasztják. | ” |
| – Mark Twain, Tom Sawyer kalandjai (XXV. fejezet) | |   |

A Tom Sawyer kalandjai (The Adventures of Tom Sawyer) Mark Twain 1876-ban megjelent könyve.
A regénybeli  szereplő egy valódi Tom Sawyer nevű fiúról kapta nevét, akivel az író San Franciscóban került ismeretségbe, mikor ott újságíróként dolgozott. Maga a szereplő három fiú keveréke, akikkel Twain együtt nőtt fel. A főhős Twain több más könyvében is szerepel: Huckleberry Finn kalandjai (1884), Tom Sawyer külföldön (1894), és Tom Sawyer, a detektív (1896). Szerepel még ezeken kívül Twain néhány befejezetlen művében is.

## Történet
|  | Alább a cselekmény részletei következnek! |

A Tom Sawyer kalandjai valamikor 1840 környékén kezdődnek St. Petersburgben, egy a Mississippi mellett fekvő városkában, a polgárháború előtti Délen. Tom 12 év körüli árva gyerek, aki nagynénjénél, Polly néninél él féltestvérével, Siddel, Mary unokatestvérével és Jimmel, a néger szolgával együtt.
A kalandok második fejezetében olvasható a híres kerítésfestési történet, melynek során Tom a rábízott kellemetlen munkát másokkal végezteti el, ráadásul nem ingyen. A történetben felbukkan Tom két legjobb barátja, Joe Harper és Huckleberry Finn, valamint Rebecca avagy Becky Thatcher, akibe Tom rögtön fülig szerelmes lesz, de nem egykönnyen tudja felhívni magára a lány figyelmét.  Első nagy kalandjuk Joe-val és Finn-nel esik meg, mikor elszöknek a falutól nem messze, a folyó túlsó partján fekvő erdős szigetre kalózkodni, majd mikor a falu lakói azt hiszik, hogy vízbe fúltak, végighallgatják saját halotti miséjüket és a gyászistentisztelet végén bemasíroznak a templomba.
Később a temetőben tanúi lesznek egy holttest kihantolásának és egy gyilkosságnak. Megjelenik Indián Joe, a félvér, amint Muff Potterre, a csavargóra akarja kenni a gyilkosságot. Pottert el is kapják és halálos ítélet vár rá. A bíróságon Tom tanúskodása folytán Pottert felmentik, Indián Joe pedig megszökik. A továbbiakban a fiúk kincset keresnek a kísértetházban, de nincs szerencséjük: Indián Joe és társa az orruk előtt viszik el. Tom és Becky egy barlangban eltévednek, közben felfedezik a rablók rejtekhelyét, majd Tom megtalálja a kijáratot. A félvér a barlangban rekedt és meghalt. Ezután Huck és Tom megszerzi az elrejtett kincset és mindketten meggazdagodnak. Hucknak azonban nem tetszik a városi élet, így visszatér a csavargáshoz.
|  | Itt a vége a cselekmény részletezésének! |

## Magyar fordításai

### 1919-ig
- Tamás úrfi kalandjai. Regényes elbeszélés; az ifjúság számára Hughes N. L. átdolgozása után ford. Kürthy Emil; Révai, Bp., 1886
- Tamás úrfi csínyjei és kalandjai; az ifjúság számára újonnan átdolg.; Magyar Könyvkiadó-Társaság, Bp., 1904
- Tamás úrfi kalandjai. Regényes elbeszélés; átdolg. Gyula Bácsi [Zigány Árpád]; Beer Ny., Bp., 1910

### 1920–1944
- Tamás úrfi mint detektív. Elbeszéli Huck Finn; ford. Halász Gyula, ill. Pólya Tibor; Athenaeum, Bp., 1920
- Tamás úrfi léghajón. Elbeszéli Huck Finn; ford. Halász Gyula, ill. Pólya Tibor; Athenaeum, Bp., 1920
- Tamás úrfi kalandjai; ford. Halász Gyula, ill. Pólya Tibor; Athenaeum, Bp., 1922
- Huckleberry Finn és Tom Sawyer kalandjai; ford. Koroknay István, ill. Enyvvári Herbert; Révai, Bp., 1936
- Tamás úrfi csínyjei és kalandjai; ford. Szegedy Ila, ill. Sebők Imre; Tolnai, Bp., 1936

### 1945–1989
- Tom Sawyer kalandjai; ford. [tévesen Karinthy Frigyes, valójában] Koroknay István; Pravda, Bratislava, 1949 (Magyar könyvtár)
- Tom Sawyer kalandjai; sajtó alá rend. Bodrits István; Testvériség-Egység Kiadó, Újvidék, 1953
- Tom Sawyer közbelép. Vígjáték; Mark Twain regényéből színpadra írta Király Dezső, Orbók Attila, rend. utasítás Karcsai-Kulcsár István, díszletterv Dede Ernő; Népművelési Intézet, Bp., 1961 (Színjátszók kiskönyvtára)
- Tom Sawyer kalandjai. Képregény; Móra Ferenc elbeszélése nyomán szöveg Cs. Horváth Tibor, rajz Dargay Attila; ILK, Bp., 1985
- Tom Sawyer léghajón; ford. Dezsényi Katalin, Révbíró Tamás, ill. Barczánfalvi Ferenc; Móra, Bp., 1985

### 1990–
- Tom Sawyer kalandjai; ford. Bartos Tibor; Európa, Bp., 1994 (Európa klasszikus regények)
- Tom Sawyer, a mesterdetektív; ford. Guthy Béla; Fátum-ars, Bp., 1994
- Tom Sawyer kalandjai; Mark Twain regénye alapján átdolg. Rangáné Lovas Ágnes, ill. Zórád Ernő; Aranyhal, Bp., 2001 (A világirodalom klasszikusai gyerekeknek)
- Tom Sawyer kalandjai; ford. Kovácsné Kliment Emilia; Új Ex Libris, Bp., 2001 (Klasszikus ifjúsági regénytár)
- Tom Sawyer kalandjai; ford. Gerencsér Ferenc; Puedlo, Nagykovácsi, 2004
- Tom Sawyer kalandjai; átdolg. Tracy Christopher, ford. Bocz András, ill. Ned Butterfield; Alexandra, Pécs, 2005 (Illusztrált klasszikusok kincsestára)
- Mark Twain összes Tom Sawyer története; ford. Vándor Judit, ill. True E. Williams, E. W. Kemble, John J. Harley; Szukits, Szeged, 2006
- Tom Sawyer kalandjai; újra elmesélte Elke Leger, ford. Szabó Mária, ill. Markus Zöller; Ciceró, Bp., 2009 (Klasszikusok kisebbeknek)
- Tom Sawyer kalandjai; átdolg. Matt Josdal, ford. Németh Dorottya, Diószegi Dorottya, rajz. Brian Shearer; Ventus Libro, Bp., 2010 (Klasszikusok képregényben)
- Tom Sawyer kalandjai; átdolg. Martin Woodside, ford. Edwards Zsuzsanna, ill. Lucy Corvino; Alexandra, Pécs, 2010 (Klasszikusok könnyedén)
- Tom Sawyer kalandjai. 3. szint; átdolg. Lucía Mora, ford. Pataki Andrea, ill. Guadalupe Guardia; Napraforgó, Bp., 2015 (Olvass velünk!)
- Tom Sawyer kalandjai; ford. Gyurkovics Máté; Könyvmolyképző, Szeged, 2015 (Jonatán könyvmolyképző)
- Tom Sawyer kalandjai; átdolg. María Jesús Díaz, ford. Pataki Andrea, ill. Guadalupe Guardia; Napraforgó, Bp., 2015 (Klasszikusok magyarul-angolul)